# Brittiska F3-mästerskapet 1987
Brittiska F3-mästerskapet 1987 var ett race som vanns av Johnny Herbert.

## Slutställning
| Plats | Förare            | Poäng |
| ----- | ----------------- | ----- |
| 1     | Johnny Herbert    | 79    |
| 2     | Bertrand Gachot   | 64    |
| 3     | Martin Donnelly   | 61    |
| 4     | Thomas Danielsson | 56    |
| 5     | Damon Hill        | 49    |
| 6     | Gary Brabham      | 37    |